# Tocina
Tocina ist eine Gemeinde in der Provinz Sevilla in Spanien mit 9.373 Einwohnern (Stand: 2024). Sie liegt in der Comarca Vega del Guadalquivir in Andalusien.

## Lage
Die Gemeinde liegt auf einer Höhe von 27 m und ist ca. 37 km (Fahrtstrecke) von der Provinzhauptstadt Sevilla entfernt. Tocina grenzt an die Gemeinden Cantillana und Villanueva del Río y Minas. Ca. 2 km nordwestlich des Ortes mündet der Huéznar in den Guadalquivir ein.

## Wirtschaft
Die Wirtschaft basiert hauptsächlich auf der Landwirtschaft. Angebaut werden Pfirsiche, Orangen, Mais und Baumwolle.

## Bevölkerung
| Jahr      | 1857  | 1900  | 1950  | 2000  | 2020  |
| Einwohner | 1.506 | 1.774 | 6.343 | 8.828 | 9.535 |

Der deutliche Anstieg der Einwohnerzahlen ist im Wesentlichen auf die Zuwanderung von Familien aus den umliegenden Dörfern infolge des Rückgangs der Arbeitsplätze in der Landwirtschaft wegen der zunehmenden Mechanisierung zurückzuführen.

## Geschichte
Gegründet wurde die Siedlung von den Turdetanern, die sie Tucilla nannten. Unter den Mauren hieß sie Taxana. Nach der christlichen Eroberung unter Ferdinand III. von Kastilien wurde die Siedlung an den Johanniterorden gestiftet.